# The Gates (Christo et Jeanne-Claude)
Pour les articles homonymes, voir The Gates.

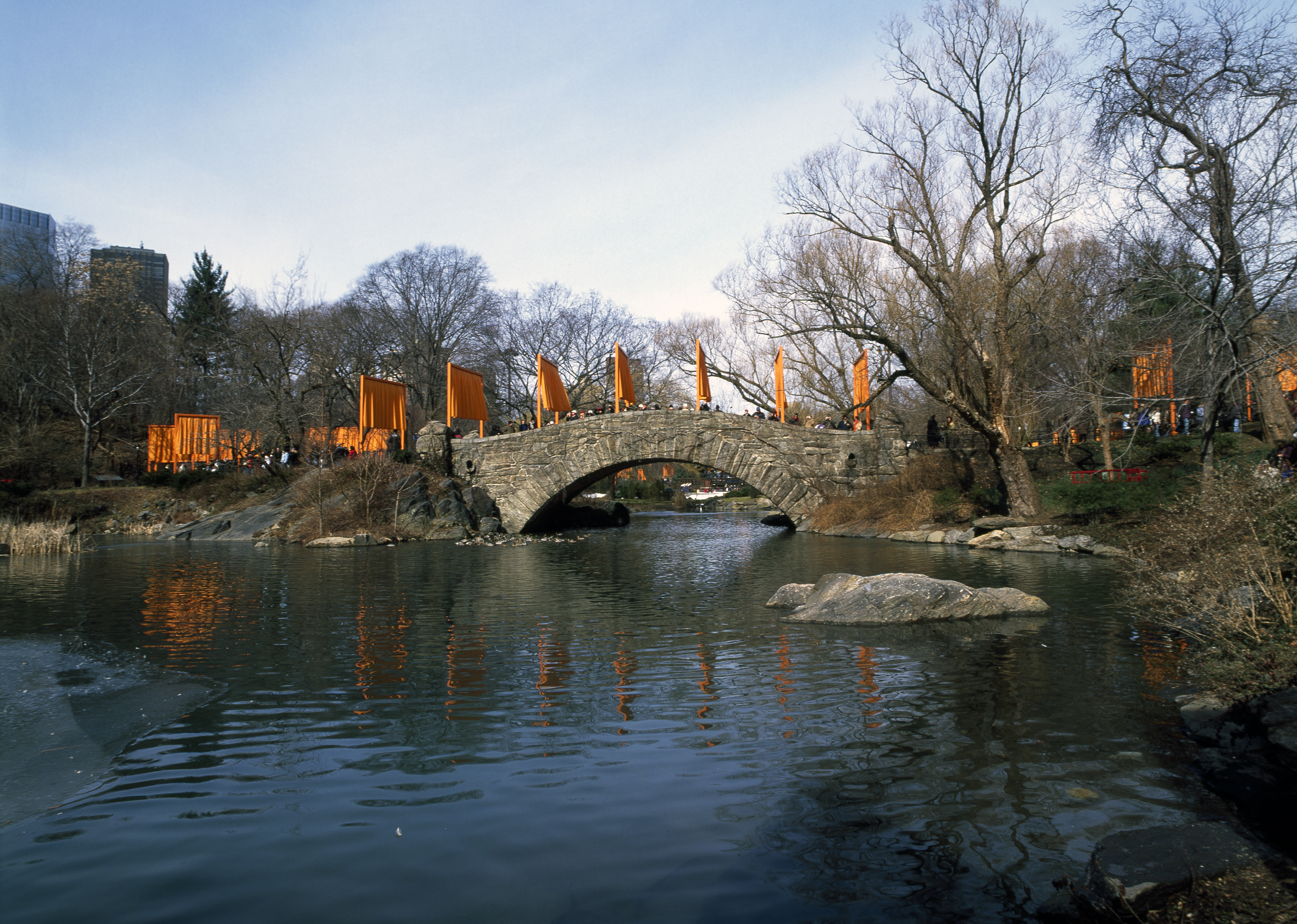
L'installation dans Central Park, New York en 2005

The Gates est une installation d'art contemporain de Christo et Jeanne-Claude, qui a pris place en février 2005 dans Central Park, à New York.

## Le projet

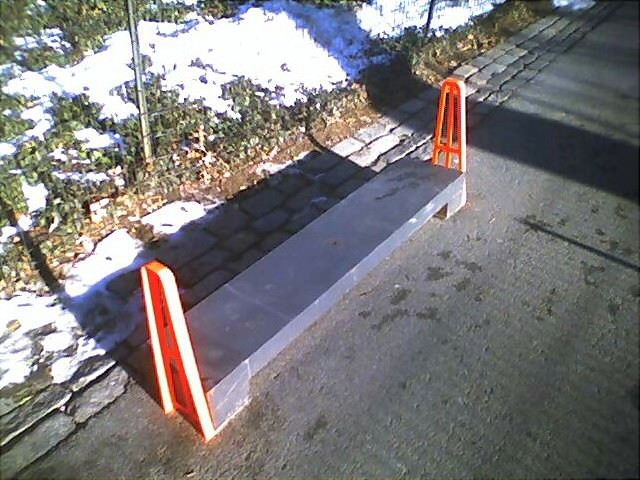
Un des 15 000 socles, le 6 février

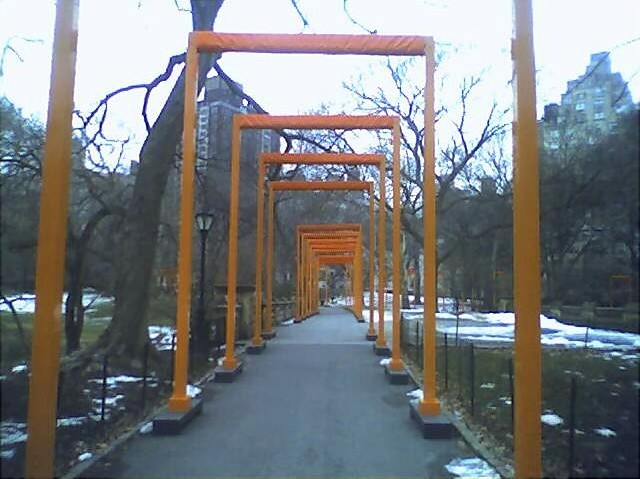
Portiques, le 8 février

Il a été présenté durant seize jours du 12 au 28 février 2005. Ce fut un parcours de 37 kilomètres à travers Central Park à New York, ponctué de 7 500 portiques, hauts d'environ cinq mètres, placés à 4 mètres d'intervalle et tendus d'un rideau de tissu vinyle de couleur orange-safran. Selon Christo : « C'est une sorte de chemin lumineux. Lorsque le soleil brille derrière les toiles, elles sont d'un jaune doré. Les parties à l'ombre deviennent presque rouges. »
Ce projet avait été présenté aux édiles de la ville pour la première fois en 1979, mais il avait déclenché les foudres de la Central Park Conservancy, le conseil chargé d'administrer le célèbre parc new-yorkais. La notoriété grandissante des artistes — cinq millions de personnes ont fait le déplacement pour venir voir le Reichstag emballé —, le sérieux de leur organisation, mais surtout, l'élection de Michael Bloomberg, comme maire de « la Pomme », ami personnel des Christo et fervent admirateur de leur travail, a permis finalement sa réalisation. 
Le projet a nécessité 380 camions pour seulement transporter, le 1er décembre 2004, les bases d'acier servant de support aux portiques, depuis l'usine de Queens, et qui ont été transposés sur des voies sans issue. Ces 15 000 socles de métal pesaient 5 390 tonnes, soit les deux tiers du poids de l'acier utilisé pour la tour Eiffel.
Les ouvriers ont commencé à déposer les socles, à partir du 3 janvier 2005, sur les emplacements, préalablement marqués au sol par des dessins de feuilles d'érable, arbre emblème du parc. Le 7 février, 600 manutentionnaires, habillés en uniforme The Gates (de larges tuniques), ont élevé les 7 500 portiques de vinyle, hauts d'environ 5 mètres. Le 12 février, les toiles, livrées enroulées dans des cocons, ont été déployées.

## L'inspiration

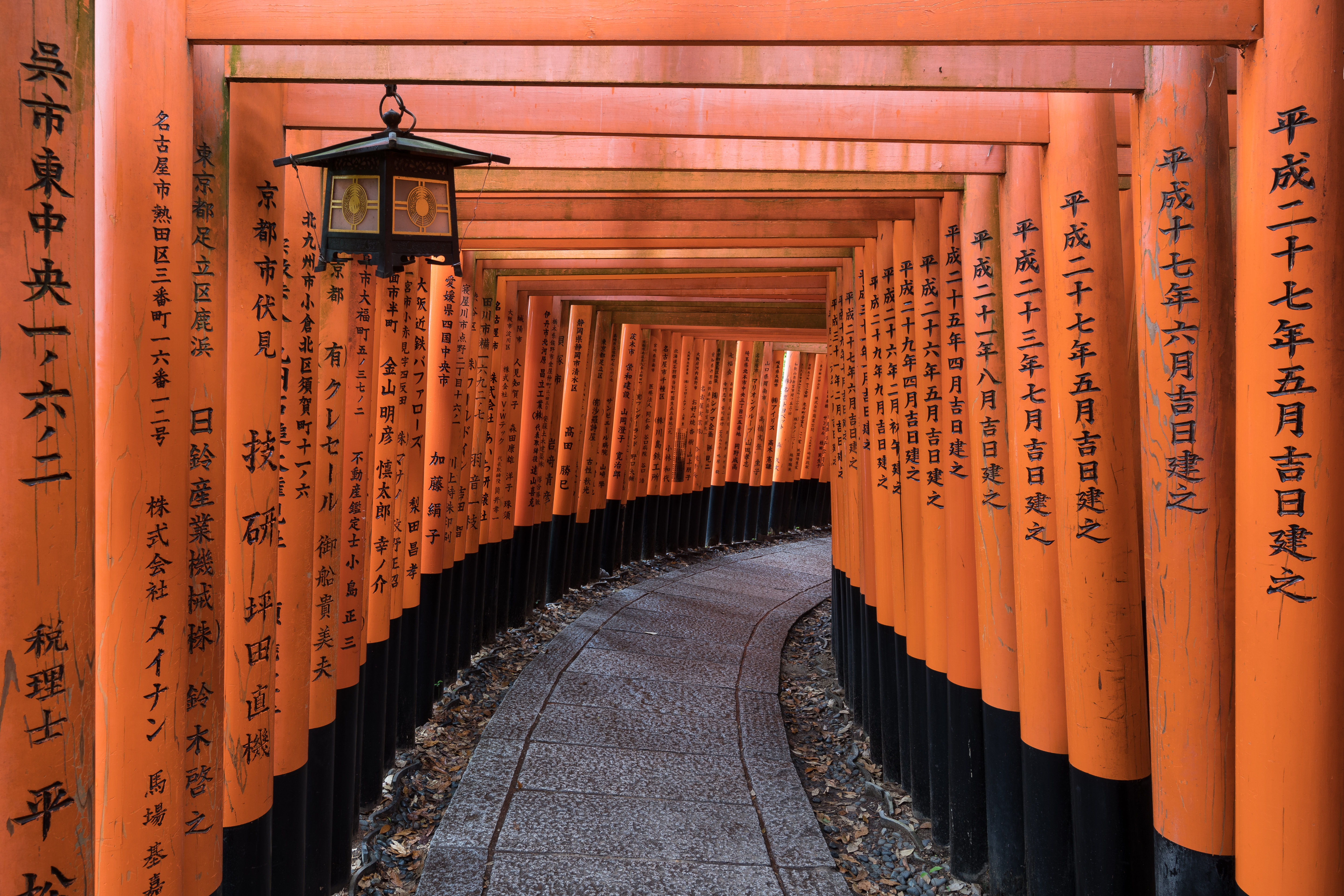
Portes torii à Fushimi Imari

The Gates se réfère fortement à la tradition japonaise des portes torii, traditionnellement construites à l'entrée des tombeaux Shinto. Des milliers de torii de couleur vermillon accompagnent les chemins du tombeau de Fushimi Inari à Kyōto. Les hommes d'affaires japonais qui ont réussi, traditionnellement achètent et font construire une porte pour exprimer leur gratitude à Inari, le dieu de la fertilité, du riz et des renards.

## Le financement
Les aventures artistiques de Christo, bien que gigantesques donc coûteuses, sont en général entièrement financées par la vente des études préparatoires. Une exposition sur les dessins préparatoires de The Gates, organisée d'avril à juillet 2004 au Metropolitan Museum of Art de New York a attiré les collectionneurs et le public.
Le coût de ce projet particulier aurait avoisiné les 21 millions de dollars, mais les artistes n'ont pas donné plus de détails. De leur côté, Greg Allen et le New York Times, en essayant de détailler les dépenses, avec des évaluations raisonnables pour le matériel, le travail de préparation et les coûts directs relatifs à l'installation, sont arrivés à un montant estimé entre 5 et 10 millions de dollars.
D'autre part, un accord avec la maison Hermès, a permis d'éditer un carré de soie vendu exclusivement dans la boutique de Madison Avenue à New York pour le prix de 320 dollars. Ce carré Hermès est orange safran, la couleur de la toile tendu à travers les 7 500 portiques. De plus, pour la première fois aussi, les artistes ont accepté d'accoler leur nom à une ligne de produits dérivés (sacs, montres, posters...) vendus dans les musées. Le montant des ventes devrait être reversé à l'association à but non lucratif Nurture New York's Nature qui œuvre dans la défense de l'environnement new-yorkais.